# Niederkutzenhausen
Niederkutzenhausen war ein kleines Dorf, das in der Frühen Neuzeit in Kutzenhausen, einer Gemeinde im Département Bas-Rhin in der Region Grand Est (bis 2015 Elsass), aufgegangen ist.

## Geschichte
Niederkutzenhausen gehörte den Herren von Lichtenberg. Der älteste erhaltene Nachweis dafür stammt von 1440. In der Herrschaft Lichtenberg war es dem Amt Wörth zugeordnet, das im 13. Jahrhundert entstanden war. Als 1480 mit Jakob von Lichtenberg das letzte männliche Mitglied des Hauses verstarb, wurde das Erbe zwischen seinen beiden Nichten, Anna und Elisabeth, geteilt. Anna hatte Graf Philipp IV. von Hanau (1514–1590) geheiratet, Elisabeth von Lichtenberg (* 1444; † 1495) Simon IV. Wecker von Zweibrücken-Bitsch. Das Amt Wörth – und damit auch Niederkutzenhausen – kamen bei der Teilung zu Zweibrücken-Bitsch. Während Niederkutzenhausen Mitte 15. Jh. als Bestandteil des Amtes Wörth nachgewiesen ist, ist das am Ende des 18. Jahrhunderts nicht mehr der Fall. Es ist in Kutzenhausen aufgegangen.